# Atentado de Wall Street
O Atentado de Wall Street ocorreu em 16 de setembro de 1920, no distrito financeiro de Manhattan, Nova York, Estados Unidos. A explosão matou 30 pessoas imediatamente e outras oito morreram depois por conta de ferimentos. Houve 143 feridos graves e o número total de atingidos foi da ordem de centenas.:160-161 O bombardeio nunca foi solucionado, apesar de pesquisadores e historiadores acreditarem que o atentado de Wall Street tenha sido realizado pelos galleanistas (anarquistas italianos), um grupo responsável por uma série de atentados a bomba do ano anterior. O ataque foi relacionado a agitação social, trabalhista e anti-capitalista nos Estados Unidos pós-guerra.
O ataque de Wall Street matou mais pessoas do que o atentado contra o Los Angeles Times em 1910, que até então era o mais mortal ato de terrorismo em solo estadunidense. O número de mortes foi ultrapassado no Massacre de Bath School, em 1927.

## Ataque
Ao meio-dia, uma carroça puxada por cavalos passou pelas multidões que estavam na hora do almoço em Wall Street e parou em frente à sede do banco J. P. Morgan, no centro financeiro da cidade. No interior da carroça, havia 100 libra (massa)s (45 kg) de dinamite com 500 libra (massa)s (230 kg) da pesada, de faixas de ferro fundido,:77:77 que rasgaram o ar após a explosão. O cavalo e a carroça foram foram transformados em pequenos fragmentos, mas acredita-se que o carroceiro fugiu.
As 38 vítimas, a maioria das quais morreu momentos após a explosão, eram em grande parte jovens que trabalhavam como mensageiros, estenógrafos, escriturários e corretores. Muitos sofreram ferimentos graves.:329-330:329-330 A bomba causou mais de 2 milhões de dólares em danos de propriedade (23,6 milhões de dólares, corrigido pela inflação[6]) e destruiu a maior parte dos espaços interiores do edifício do JP Morgan.
Um minuto após a explosão, William H. Remick, presidente da New York Stock Exchange, suspendeu as negociações para evitar o pânico. Do lado de fora, equipes de resgate trabalhavam febrilmente para levar feridos para o hospital. James Saul, um mensageiro de 17 anos, transportou 30 feridos para um hospital da área. Os policiais correram para o local, realizaram os primeiros socorros e solicitaram todas os automóveis próximos, assim como veículos de emergência.